# リシストラタ (小惑星)
リシストラタ (897 Lysistrata) は小惑星帯にある小惑星。マックス・ヴォルフがハイデルベルクのケーニッヒシュトゥール天文台で発見した。
古代ギリシアのアリストパネスによる反戦喜劇『女の平和（リューシストラテー：Λυσιστράτη）』に因んで名付けられた。